# Baby (målning)
Denna artikel handlar om målningen Baby". För baby i betydelsen spädbarn, se Spädbarn
Baby är en målning av Cecilia Edefalk.
Baby utfördes under Cecilia Edefalks sista år på Kungliga Konsthögskolan i Stockholm. Målningen var med på hennes första separatutställning, på Galleri Wallner i Malmö 1988.
Verket föreställer en tillbakalutad, sittande melankolisk ung kvinna, ett motiv som konstnären återanvänt från en reklambild. Kvinnan flyter fritt i ett hav av ljusblå färg. 
Baby blev berömd när målningen på en auktion i Stockholm 2010 såldes för 5,9 miljoner kronor. Det var då det dittills dyraste konstverket av en levande svensk konstnär.